# Angeldänisch

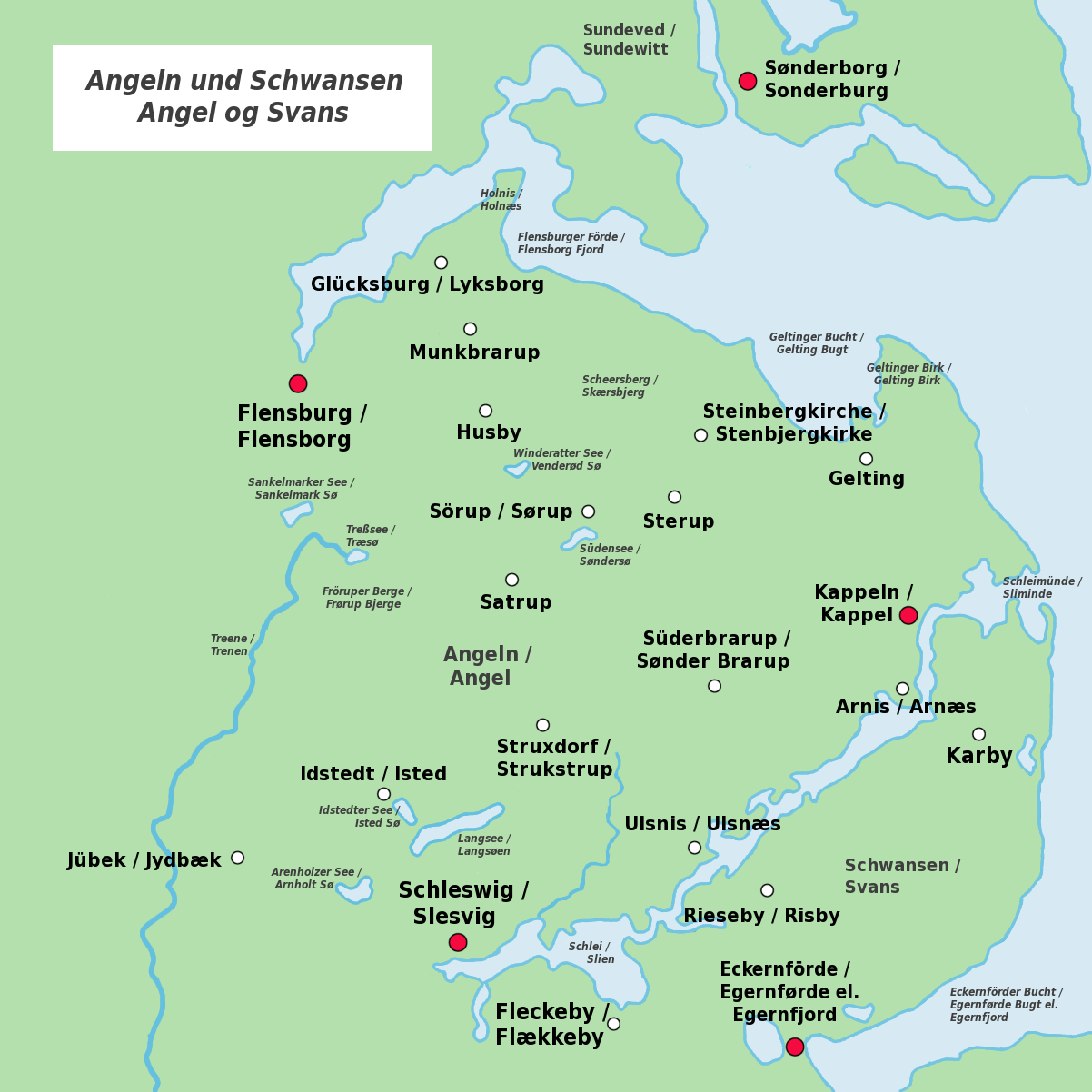
Landschaften Angeln und Schwansen

Das Angeldänische (dänisch Angeldansk oder Angel(bo)mål) war eine in Angeln (dän.: Angel) und Schwansen (dänisch Svans) verbreitete Varietät des Südjütländischen (Sønderjysk).

## Geschichtliche Entwicklung
Mit dem Sprachwechsel ab Ende des 18. Jahrhunderts wurde das Angeldänische zunehmend vom Hoch- und Niederdeutschen als Umgangssprache abgelöst. In Schwansen hatte sich das Niederdeutsche bereits seit dem ausgehenden Mittelalter neben dem Dänischen verbreitet, das Angeldänische wurde jedoch in den Schleidörfern noch bis in das 19. Jahrhundert gesprochen. So wurde nach Angabe des Karbyer Pastors Leifhold dort 1798 noch ein „verdorbenes anglisches Dänisch“ gesprochen. Der Philologe Peter Treschow Hanson beschrieb den Sprachwechsel vom Angeldänischen zum Niederdeutschen in Schwansen in einer Reisebeschreibung von 1813. Zum Ende des 19. Jahrhunderts war das Angeldänische bereits in Schwansen und großen Teilen Angelns verschwunden. In den 1930er Jahren wurden im nördlichen Angeln noch Aufzeichnungen des Dialektes gemacht, die in das 1995 herausgekommene Wörterbuch über das Angeldänische (Ordbog over den danske dialekt i Angel) hineinflossen.
Literarisch hat das Angeldänische nur wenige Spuren hinterlassen, da es niemals als offizielle Schul- oder Kirchensprache verwendet wurde. Schulsprache war zumeist Hochdeutsch, Mitte des 19. Jahrhunderts auch Hochdänisch. Es gibt jedoch einzelne Überlieferungen wie Gedichte und Reime, z. B. einen Bauernreim aus Kleinwolstrup. Spuren des Angeldänischen finden sich heute noch als Substrat z. B. in Form von Danismen im angeliter Plattdeutsch.
Zu beachten ist, dass das heute in der Region verbreitete Südschleswigdänisch eine Variante des Hochdänischen und nicht wie Angeldänisch eine Variante des südjütländischen Dialektes darstellt.

## Charakteristika
Charakteristisch für das Angeldänische waren unter anderem der musikalische tonale Akzent (wie er heute noch in den dänischen Dialekten in Sundeved, auf Als und Langeland sowie im Schwedischen und Norwegischen anzutreffen ist) und der Reibelaut für das harte G (/g/ zu /ch/, was sich heute noch im Angeliter Plattdeutsch findet). Es fanden sich auch Hebungen von /o/ zu /u/. Statt kone (dä. Ehefrau) oder honning (dä. Honig) hieß es im Angeldänischen kuhn und hunne (vgl. isl. hunang). /ig/ im Auslaut wurde /e/ ausgesprochen. Statt farlig und billig hieß es entsprechend falle und bille. Das Wort æ stand wie im übrigen Sønderjysk heute noch für das erste Personalpronomen ich. Es fanden sich zum Teil auch noch ältere nordische Formen wie hvénner (dt. wann, dän. hvornår, vgl. altn. hvenær), mjølk (dt. Milch, dän. mælk, vgl. altn. mjólk) oder gut (dt. Junge, dän. dreng, vgl. norw. gutt). Es fanden sich aber auch sprachliche Übernahmen aus dem Deutschen wie teller (dän. tallerken) oder hunger (dän. sult).

## Sprachbeispiele
| Zahlwörter      | ein     | zwei | drei | vier | fünf | sechs | sieben | acht | neun | zehn |
| --------------- | ------- | ---- | ---- | ---- | ---- | ----- | ------ | ---- | ---- | ---- |
| angeldänisch    | jin/jit | tòw  | tre  | fihr | fem  | sæjs  | syw    | oet  | ni   | ti   |
| standarddänisch | en/et   | to   | tre  | fire | fem  | seks  | syv    | otte | ni   | ti   |